# Adjustace
Adjustace (také adjustáž či adjustování; z lat. ad-juxtare, přiblížit) je nastavení, příprava, přizpůsobení, které jsou nutné například pro správné fungování výrobku, pro vhodné působení nějakého přípravku, pro bezchybné fungování přístroje, pro možnost správné manipulace s předmětem, pro dopravu předmětu z místa na místo. 
V psychologii přizpůsobení označuje jedna z forem adaptace lidského jedince optimálně k daným společenským normám. Schopnost adjustace je zde charakterizována jako psychická flexibilita, schopnost vymyslet alternativní řešení v situacích a osvojovat si nové poznatky, sociální empatie a komunikativnost.